# Storavan (naturreservat)
Storavan är ett naturreservat i Umeå kommun i Västerbottens län.
Området är naturskyddat sedan 2007 och är 73 hektar stort. Reservatet omfattar sjön Storavan med omgivande våtmarker vilka utgör en värdefull våtmark för rastande och häckande våtmarksfåglar,